# Stéphane Lupasco
Stéphane Lupasco (nascut Ştefan Lupaşcu; 11 d'agost de 1900 - 7 d'octubre de 1988) va ser un filòsof romanès que va desenvolupar la lògica no aristotèlica.

## Primers anys
Stéphane Lupasco va néixer a Bucarest l'11 d'agost de 1900. La seva família pertanyia a l'antiga aristocràcia moldava. El seu pare era advocat i polític, però va ser la seva mare, pianista i estudiant de César Franck, qui va establir la família a París el 1916. Després del batxillerat al Lycée Buffon, estudia filosofia, biologia i física a la Sorbona i, breument, dret. Va participar plenament en la vida artística i intel·lectual de París dels anys 20 i 30 i va defensar la seva tesi doctoral estatal el 1935.

## Carrera acadèmica
El 1946, va ser nomenat ajudant de recerca al Centre Nacional de Recerca Científica de França, càrrec que va haver de deixar deu anys més tard a causa de la incapacitat del Centre per decidir a quina Secció Científica pertanyia el seu treball! Els següents deu o quinze anys van ser els de més acceptació de la seva obra pel públic i altres pensadors, però malauradament no pels lògics i filòsofs principals. El seu Trois Matières, publicat el 1960, va ser un best-seller, i es va començar a anomenar Lupasco el Descartes, el Leibniz, el Hegel del segle xx, etc.
Va continuar publicant llibres als anys 70 i 80, l'últim va ser L'Homme et ses Trois Ethiques el 1986, dos anys abans de la seva mort el 7 d'octubre de 1988 a París. Un premi de l'Acadèmia Americana d'Arts i Ciències el 1984 va ser un dels pocs honors que va rebre a Lupasco durant la seva vida. Lupasco va ser un dels membres fundadors del Centre Internacional de Recerca Transdisciplinària (CIRET), fundat a París el 1987 per Basarab Nicolescu, Edgar Morin, René Berger, Michel Random i altres figures clau de la intel·lectualitat francesa. Com ha recordat Nicolescu, Lupasco es va veure profundament afectat per l'obstinada resistència de la comunitat acadèmica al debat i discussió honesta dels seus nous principis i postulats, i és amb una amargor comprensible que Lupasco va veure en aquesta resistència un altre exemple del funcionament dels seus principis.

## Resum del treball
L'estil de Lupasco com a autor no és fàcil, i requereix l'atenció ininterrompuda del lector. No és estrany trobar frases de gairebé una pàgina d'extensió, que contenen múltiples clàusules imbricades. La seva escriptura és extremadament densa pel que fa a les idees i el significat de cada frase successiva, amb només exemples il·lustratius ocasionals. Lupasco fa moltes referències a les seves publicacions anteriors, malauradament, sovint sense una indexació adequada. Com ha remarcat Nicolescu, l'exclusió de Lupasco de la vida acadèmica francesa tenia tant avantatges com inconvenients: Lupasco es va alliberar de les limitacions de l'ensenyament i la publicació de treballs de recerca en un format rígid, i òbviament no va trobar necessari aplicar la disciplina de proporcionar referències a les seves fonts. A The Psychic Universe, publicat quan Lupasco tenia setanta-nou anys, no es veu res de la feina actual en psiquiatria. Lamentablement, Lupasco no va llegir bé l'anglès i, per tant, no es troben referències a l'"anti" psiquiatria de RD Laing i Gregory Bateson, properes en esperit a la seva obra. Un estudi recent de Brenner (2008) actualitza l'obra de Lupasco i mostra la seva rellevància per als temes actuals de la ciència i la filosofia, així com de la lògica.

## Influència
Lupasco no va ser ben servit pels (pocs) exegetes que havien mirat de prop la seva obra. Només un llibre, del sociòleg Marc Beigbeder, presenta tant una descripció substancial de la teoria de Lupasco com el seu desenvolupament com a “lògica de la societat”. Una breu monografia del filòsof Benjamin Fondane, que data de 1944 (just abans de la seva deportació i mort) i publicada el 1998, analitza les limitacions de la visió de Lupasco de l'afectivitat i l'ontologia. Un llibre d'un obscur artista anglès, George Melhuish, utilitza les idees de Lupasco per desenvolupar el seu propi concepte de l'estructura de l'univers, una lectura simpàtica però poc rigorosa de la seva obra. A part de la biblioteca personal de Nicolescu, s'ha afirmat que l'accés a aquests i diversos altres textos no està disponible. Una comprensió completa de, per exemple, l'anàlisi de Lupasco d'aquests precursors que André Glucksmann ha anomenat "Les Maîtres Penseurs" - Kant, Hegel, Schopenhauer i Marx - s'ha de buscar en diversos llibres diferents. L'atenció del lector es veu recompensada, però, amb les repeticions habituals de Lupasco de les seves tesis bàsiques, sovint d'una manera més econòmica, significativa i coherent.
En la seva introducció a El principi de l'antagonisme i la lògica de l'energia de Lupasco, Nicolescu assenyala que un cop el lector supera les (relativament poques) fórmules matemàtiques d'aquest llibre, el llenguatge de Lupasco és perfectament accessible. "Exemplifica, de manera autoreferencial, els aspectes ternaris d'actualització, potencialització i mitjà inclòs que li donen l'encant i el privilegi d'encanteris alhora científics, filosòfics i poètics".
Resumint breument, estimulat per les obres d'Albert Einstein i la teoria quàntica, Lupasco va fundar una nova lògica, qüestionant el principi tertium non datur de la lògica clàssica. Va introduir un tercer estat, més enllà del principi de dualitat, l'estat T. L'estat T no és ni "real", ni "potencial" (categories que substitueixen en el sistema de Lupasco els valors "vertaders" o "falsos" de la lògica bivalent estàndard), sinó una resolució dels dos elements contradictoris a un nivell superior de realitat o complexitat. Lupasco va generalitzar la seva lògica a la física i l'epistemologia i sobretot a una nova teoria de la consciència.

## Estudis recents
Una referència clau en francès és el compendi de 1999, "Stéphane Lupasco -L'home i l'obra" de H. Badescu i B. Nicolescu. La primera actualització i comparació exhaustiva del pensament de Lupasco en anglès és el llibre de 2008 de JE Brenner, "Logic in Reality". Altres referències noves útils són les comunicacions combinades d'un Symposium sobre Lupasco l'any 2009 "At the Confluence of Two Cultures: Lupasco Today", en francès i un article biogràfic de Brenner, "The Philosophical Logic of Stéphane Lupasco (1900 - 1988)" a Anglès.

## Obres
1. Logique et contradiction, P. U. F., Paris, 1947.
2. Le principe d'antagonisme et la logique de l'énergie. Prolégomènes à une science de la contradiction, Hermann & Co., Paris, 1951.
3. Du devenir logique et de l'affectivité ; Vol. 1 : Le dualisme antagoniste ; Vol. 2 : Essai d'une nouvelle théorie de la connaissance. Paris : Vrin, 1935 ; 2nd edition 1973.
4. Les trois matières. Paris : Julliard, 1960 (LTM)
5. Qu’est-ce qu’une structure? Paris: Christian Bourgois, 1967
6. La tragédie de l'énergie. Paris: Casterman, 1970
7. L’univers psychique. Paris: Editions Denoël/Gonthier, 1979.
8. L’énergie et la matière vivante. Monaco: Éditions du Rocher. (Originally published in Paris: Julliard, 1962.), 1986
9. La topologie énergétique. In Pensées hors du Rond, La Liberté de l'esprit. 12: 13-30. Paris: Hachette, 1986
10. L’Homme et ses trois éthiques. Paris: Editions du Rocher, 1986
11. L’énergie et la matière psychique. Monaco: Éditions du Rocher. (Originally published in Paris: Julliard, 1974.), 1987.